# Усадьба Меринга
Усадьба Меринга (также Меринговский сад, сад Меринга, усадьба Мёринга, Киевский Париж) — историческая местность в Печерском районе Киева. Название происходит от усадьбы профессора медицины Киевского университета Ф. Ф. Меринга, которая во второй половине XIX века располагалась между современными улицами Крещатик, Городецкого, Лютеранской и Банковой.

## История
Впервые усадьба упоминается в начале XIX века как собственность графа Безбородько. Позднее усадьба перешла в собственность жандармского корпуса и получила название «Жандармский сад». В 1862 году император Александр II подарил усадьбу генерал-майору Ф. Ф. Трепову. В 1860-х годах встал вопрос о прокладке новой улицы, которая бы соединила Анненковскую и Институтскую улицы. Инициатором этого вопроса в 1865 году стал тогдашний киевский губернатор Казнаков, а в 1870 году официальное разрешение на это дал император. Генерал Трепов был недоволен такой инициативой, он требовал, в случае прокладки улицы, компенсацию в виде дополнительных 20 десятин земли, однако его желание не удовлетворили, предложив денежную компенсацию в размере 2391 рублей 50 копеек. В конце концов, Трепов решил продать участок профессору медицины Ф. Ф. Мерингу (по другим источникам бывшим владельцем усадьбы был писатель Е. П. Рудыковский). Профессор Меринг до этого активно скупал меньшие участки в этой местности, поэтому с приобретением усадьбы Трепова, он стал владельцем просторной усадьбы площадью свыше 10,5 га. Большую часть участка Меринг выделил под городской сад, а также позволил проложить здесь новую улицу, что и было сделано в 1873—1874 годах. Сад Меринга быстро стал среди киевлян одним из самых любимых мест для прогулок, здесь были оранжереи, огороды, виноградники, пруд с купальней, который зимой превращался в каток.
Профессор Меринг умер в 1887 году, когда в Киеве началась строительная лихорадка. Потомки профессора решили отдать эти угодья под застройку, обратившись в 1891 году с соответствующей инициативой в Городскую думу, однако инициатива осталась только на бумаге. С развитием строительного бума усадьба становилась все более привлекательной для предпринимателей: строительство доходных домов здесь, в центральной части города, должно было принести огромную выгоду. Наконец в 1895 году было создано Киевское домостроительное общество, которое возглавил инженер и домовладелец И. И. Сибиряков, а в правление вошли Михаил Федорович Меринг, сын профессора и на то время — единоличный владелец усадьбы, предприниматель и меценат Д. С. Марголин и архитектор Г. П. Шлейфер.
Застройка усадьбы началась в 1895—1896 годах. С городскими властями согласовали прокладку четырех новых улиц — Николаевской, Ольгинской, Меринговской и Новой, а также Николаевской площади на месте бывшего пруда. Авторами проекта трассировки стали Г. П. Шлейфер и помощник городского землемера И. В. Шуминский. При прокладке улиц пришлось в некоторой степени сравнять местность и снять около 175 тыс. м³ грунта, который, впрочем, использовали для засыпки Афанасьевского яра (район современной улицы Вячеслава Липинского) и планировки парка Владимирская горка.
5 января 1896 года состоялось окончательное оформление соглашения о продаже усадьбы, стоимость которой составила 1,8 млн рублей.

## Киевский Париж
Бывшая усадьба Меринга быстро застраивалась современными (на то время), пяти — и шестиэтажными доходными домами в стилях модерн, ренессанс, необарокко и неоготика, большинство из которых сохранились и имеют статус памятников архитектуры. Авторами проектов домов были архитекторы Г. П. Шлейфер, Е. П. Брадтман, В. Городецкий, М. Клуг.
Первой улицей в новом жилом районе стала Николаевская, первыми возведенными домами — № 1, № 3 (не сохранились) и № 5. В доме № 5 в 1897 году открылся отель «Континенталь», который считался на то время самым лучшим и самым современным отелем в Киеве. Дом № 9 по Николаевской улице, построен в 1900—1901 годах, стал на то время самым высоким в Киеве. На той же Николаевский улице было возведено двухэтажное здание для цирка П. Крутикова на 2000 мест — самый большой на то время цирк в Европе. В доме № 10 открылась женская гимназия Ольги Плетневой. В доме № 11-а в 1910-х годах действовал Киевский литературно-артистический клуб.
Самым интересным зданием стал уникальный по расположению и отделке доходный дом на Банковой улице, 10, возведен в 1901—1903 годах В. Городецким.
В 1898 году на углу Крещатика и Николаевской (Городецкого) появилось здание Промышленного банка (не сохранилась), а на месте бывшего пруда возведено здание театра «Соловцов» (современный Национальный академический драматический театр имени Ивана Франко). На улице Меринговской, 8 действовал театр Геймана.
Бывшая усадьба Меринга превратилась в выдающийся с архитектурной точки зрения жилой район, который получил среди киевлян неофициальное название «Киевский Париж», став популярным местом среди творческой богемы. В отеле «Континенталь» останавливались видные отечественные и зарубежные актеры, в цирке Крутикова певец Федор Шаляпин впервые исполнил народную песню «Дубинушка», которая стала жемчужиной его творчества, в «Русском цирке», что располагался на Новой улице (Станиславского), выступал начинающий борец И. Поддубный.
Здесь проживало много выдающихся писателей, поэтов, актеров, ученых, общественных деятелей: на улице Занковецкой — А. Ахматова, И. Эренбург, И. Паторжинский, Ю. Смолич, на улице Ольгинской — Г. Юра, Н. Яковченко, Д. Милютенко, на улице Станиславского — Л. Медведь и А. Филипенко, на улице Городецкого — М. Крушельницкий, Е. Пономаренко, Н. Ужвий, А. Греков и другие.
Также эта местность была центром ряда исторических событий. На Николаевской улице работали военные министерства Украинского государства и УНР. В здании цирка Крутикова 29 апреля 1918 года П. Скоропадского избрали гетманом Украины. В помещении кинотеатра «Украина», который после войны появился на месте цирка, 4 сентября 1965 года прошла акция протеста против арестов среди украинской интеллигенции.
Застройка бывшей усадьбы Меринга значительно пострадала в сентябре 1941 года, когда во время нацистской оккупации диверсионные группы НКВД взорвали центр города. В частности были разрушены дома № 1 и № 3 на Николаевской улице, здание цирка Крутикова, театр Геймана, частично разрушен дом Гинзбурга.

## Галерея
- Дом Гинзбурга, 1900-е гг.
- Дом с химерами, 1900-е гг.
- Театр «Соловцов», 1900-е гг.
- Дом барона Гессельбейна
- Дом Гинзбурга и цирк Крутикова
- Дом № 6 по улице Занковецкой
- Дом № 3/12 по улице Станиславского
- Дом № 2/1 по улице Ольгинской
- Дом № 5 на площади Ивана Франко